# Carabus turcomanorum
Carabus turcomanorum es una especie de insecto adéfago del género Carabus, familia Carabidae. Fue descrita científicamente por Thieme en 1881.
Habita en Kirguistán.